# 張蔚森
张蔚森（？—？），陝西渭南县（今临渭区）人，中國民主革命家。

## 生平
张蔚森早年就讀於关中大学堂。1905年，他从关中大学堂被选中，官派留学日本明治大学，1905年他在日本加入中国同盟会。1906年冬，马步云、张蔚森等4人曾回陕西進行革命宣傳。1911年12月，此前旅居上海的马步云、张蔚森等人到達南京，成爲各省都督府代表聯合會的陝西代表。此后，张蔚森任南京临时参议院议员。后來他长期任教。